# 1973年希臘共和制公投
1973年希臘共和制公投舉辦於1973年7月29日。這次公投的投票率有75%，78.6%支持廢除君主制。